# Киријакос Питакис
Киријакос С. Питакис (грч. Κυριακός Σ. Πιττάκης; Атина, 1798 – Атина, 4. новембар 1863) био је грчки археолог.

## Биографија
Он је извршио конзервацију и рестаурацију неколико споменика на Атинском акропољу. Описан је као „доминантна личност у грчкој археологији 27 година“,  и као „један од најважнијих епиграфа деветнаестог века“.
Питакис је углавном био самоук као археолог, и један од ретких Грка активних у археологији током касног османског периода и раних година Краљевине Грчке. Био је одговоран за већи део раног ископавања и рестаурације Акропоља, укључујући напоре да се обнове Ерехтејон, Партенон, Храм Атине Нике и Пропилеји. Као ефор Централног јавног музеја антиквитета из 1836. године, а касније као генерални ефор, био је у великој мери одговоран за конзервацију и заштиту многих тада познатих споменика и артефаката из периода античке Грчке.

Питакис је описан као последњи представник „херојског периода“ грчких археолога. Био је успешан и у раду на терену и у научном и теоријском раду у струци. 
Хвваљен је за опсежне напоре да открије и заштити класично наслеђе Грчке, посебно у Атини и суседним острвима, али је критикован због несистематичног и неопрезног приступа у раду. Његове реконструкције античких споменика често су давале приоритет естетици над верној рестаурицији изворног изгледа и спомеинци су углавном враћани у изворно стање након његове смрти. Такође је оптужен да је дозволио да његова снажна националистичка уверења утичу на реконструкцију античких споменика као и да је искривио археолошке доказе како би одговарали његовим личним уверењима.
Наводи се да је Питакис упознао и спријатељио се са енглеским аристократом, песником и фихеленом Џорџом Гордоном Бајроном. Тереза Макри, сестра Питакисове жене Аикатерини, се генерално сматра инспирацијом за Бајронове песму објављену 1811.

## Наслеђе
Рецепција Питакисовог дела и утицаја на грчку археологију је поларизована. За живота био је одликован од стране Француске академије лепих уметности, која му је доделила титулу дописног члана 1853. Хваљен је као први грчки научник који је значајно користио епиграфику у реконструкцији класичне прошлости због својих напора у очувању предмета и текстова натписа који би иначе били изгубљени и због његовог енергичног приступа на ископавање и конзервацију античких споменика Грчке. Његов научни рад остаје важан извор за проучавање атинске историје и епиграфике. Папазаркадас је сугерисао да је Питакис можда објавио више натписа него било који други епиграф у историји, док га је Петрак сматрао једним од само три Грка из средине деветнаестог века који су разумели ову дисциплину археологије у њеном савременом смислу. Његово именовање је такође идентификовано као главни фактор у стављању контроле над пољем грчке археологије у руке Грка, а не северноевропских научника који су доминирали научном облашћу пре 1836.
Истовремено, Питакисов епиграфски рад је критикован због недостатка научне строгости, због Питакисових грешака у познавању историјских и књижевних извора и због нетачности са којима је реконструисао или тумачио одређене текстове. Његове реконструкције атинских споменика критиковане су због својих насумичних метода. Такође су се појавиле сумње у Питакисов научни интегритет, посебно око питања која се односе на грчки национализам.
Питакисов сарадник, Александрос Ризос Рангавис, касније је описао његов приступ рестаурацији као „неметодичан и насумичан“, и овај аспект његово рада је углавном био лоше прихваћен и од стране грчких и страних посматрача. Критикован је због тога што је предузео рестаураторске радове са мало претходног проучавања или документације.